# Provincia della Carolina del Sud
La provincia della Carolina del Sud è stata una colonia britannica nata nel 1729 dalla suddivisione della provincia della Carolina.
Fu una delle tredici colonie a fondare gli Stati Uniti d'America.